# Hebella ritchiei
Hebella ritchiei är en nässeldjursart som beskrevs av Vervoort 1959. Hebella ritchiei ingår i släktet Hebella och familjen Hebellidae. Inga underarter finns listade i Catalogue of Life.